# Nils Johnsson
Nils Johnsson, född 13 maj 1863 i Virestads socken, död 13 december 1932 på Holmagården i Norra Skrävlinge socken, var en svensk läkare och botaniker.
Nils Johnsson var son till lantbrukaren och trävaruhandlaren John Johnsson. Han avlade mogenhetsexamen i Växjö 1882 och studerade därefter vid Lunds universitet där han blev medicine kandidat 1891 och medicine licentiat 1898. Efter diverse läkarförordnanden var han 1905–1909 andre stadsläkare och 1909–1928 förste stadsläkare i Härnösand. Johnson hade upprepade förordnanden bland annat som förste provinsialläkare i Västernorrlands län 1914–1929. Han var även en skicklig botaniker, som bland annat bidrog till utforskandet av hökfibblesläktet. Uppvuxen i Stenbrohults socken, blev han en god kännare av denna socken, där han under 1920-talet insamlade närmare 600 fanerogamer och ormbunkar. Detta "Stenbrohultsherbarium", som han 1928 skänkte till Svenska Linnésällskapet, kom att förvaras på Linnémuseet i Uppsala. Johnsson publicerade bland annat artikeln Om Stenbrohult och dess flora (i Svenska Linnésällskapets årsskrift 1929).